# Schloss Hrádek u Nechanic

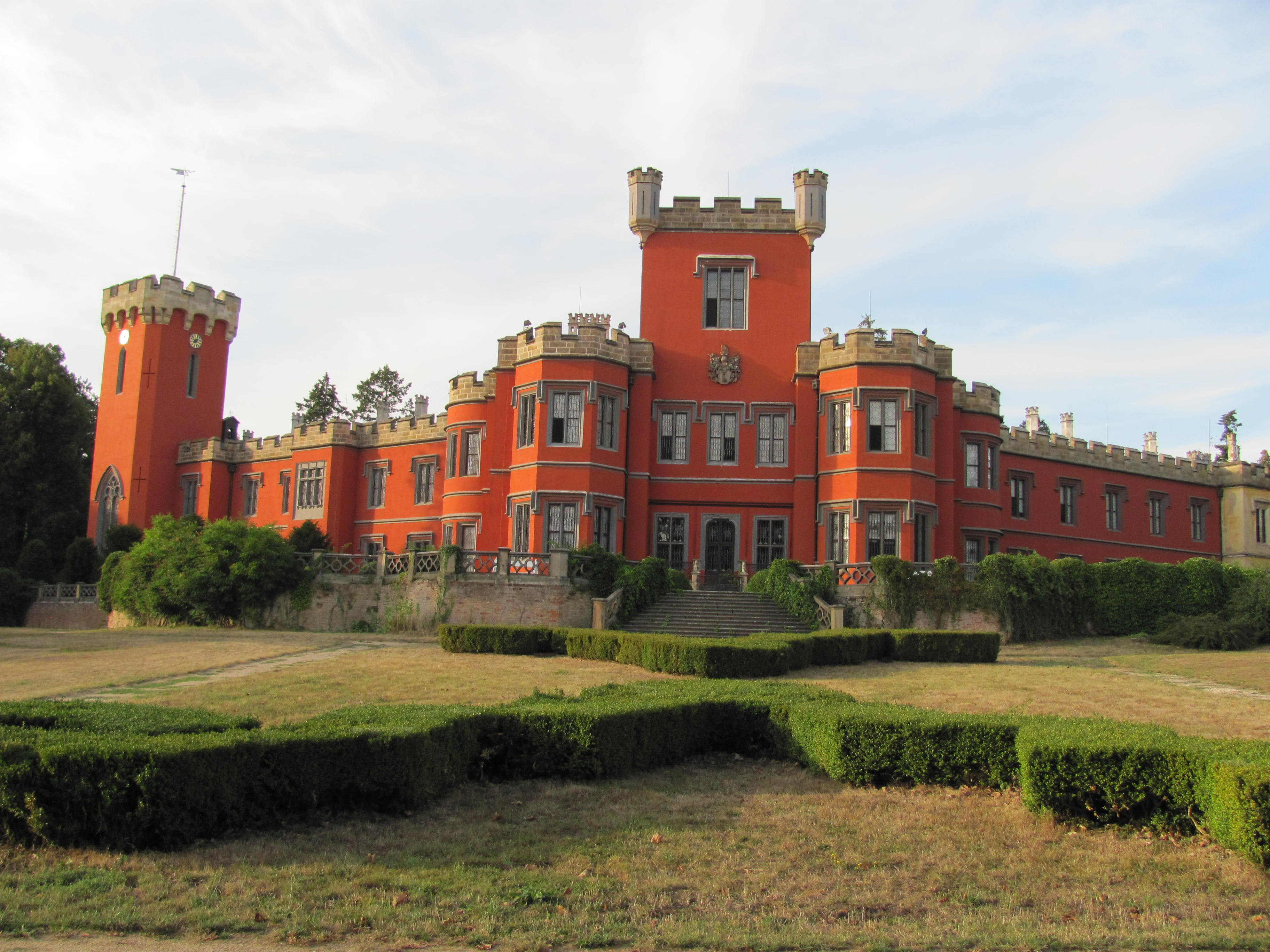
Das Schloss Hrádek u Nechanic von der Gartenseite

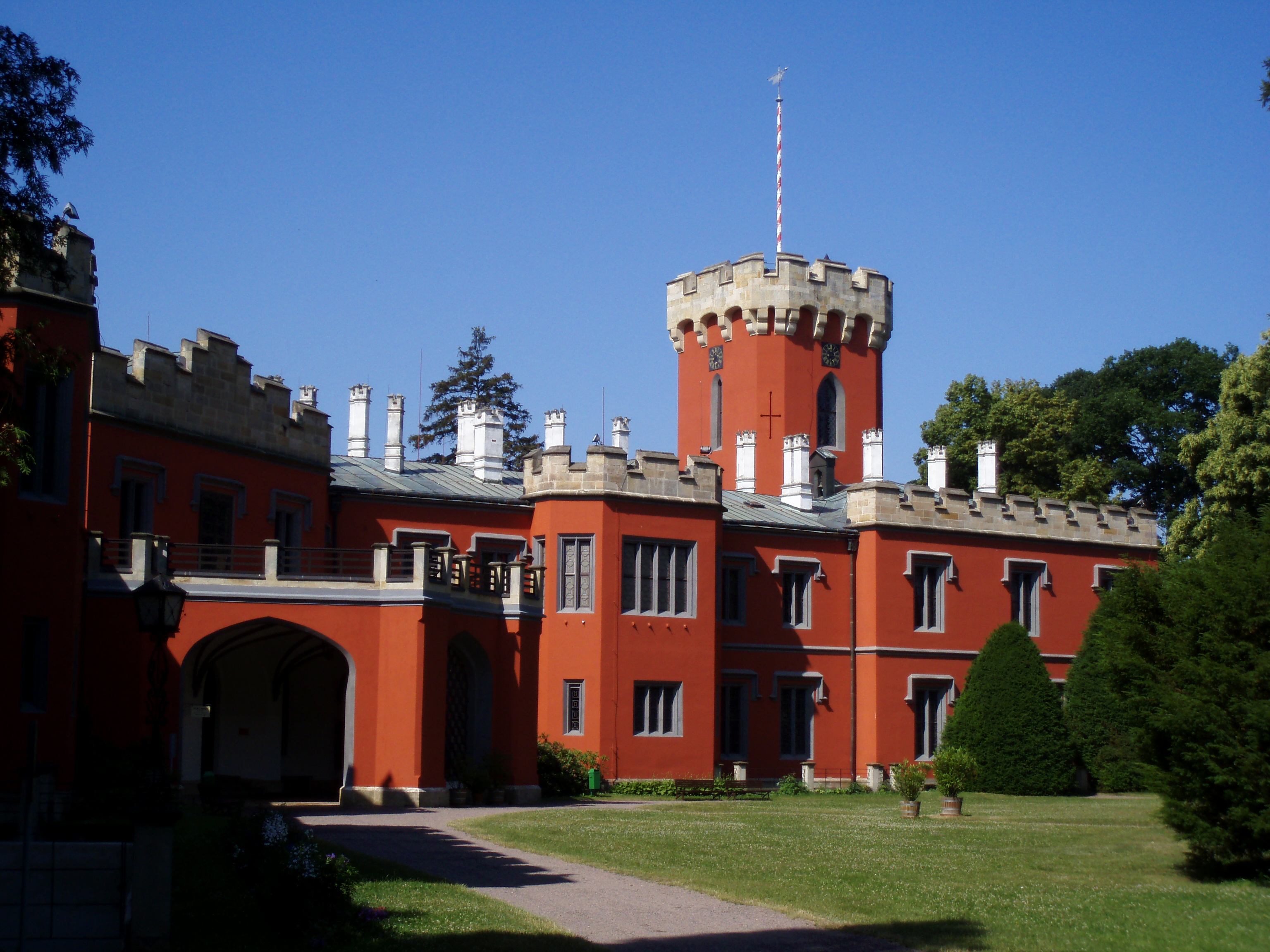
Schloss mit Hauptportal

Das Schloss Hrádek u Nechanic (deutsch Bürgles) in der gleichnamigen tschechischen Gemeinde Hrádek u Nechanic gehört zum Okres Hradec Králové.
Das Schloss im Tudorstil ließ Graf Franz Ernst Harrach in den Jahren 1839 bis 1857 erbauen. Die Arbeiten leitete der Wiener Architekt Karl Fischer. Die Pläne stammen vom Londoner Architekten G.Lamb und basieren auf der ursprünglichen Crewe Hall in Cheshire, das in den Jahren 1615 bis 1636 errichtet wurde.
Die Säle und Räume des Schlosses sind prunkvoll geschmückt. Zu seiner Innenausstattung wurden zahlreiche Gegenstände von Schlössern aus Österreich und Deutschland, aber auch aus Venedig, England und Frankreich dorthin gebracht. Den Goldenen Saal schmücken eine schöne Kassettendecke und ein mächtiger Zierkamin. Im Rittersaal sind anspruchsvolle Schnitzereien sehenswert. Die Einrichtung des Mühlgrub-Salons stammt aus der zweiten Hälfte des 16. Jahrhunderts.